# Barylypa minima
Barylypa minima là một loài tò vò trong họ Ichneumonidae.